# 1506 км
1506 км — населённый пункт (тип: железнодорожный разъезд) в Оренбургском районе Оренбургской области. Входит в состав Степановского сельсовета.

## География
Железнодорожный разъезд находится на расстоянии 11 км к северо-западу от города Оренбург, административного центра района и области, и 1506 км к юго-востоку от Казанского вокзала города Москва.

### Часовой пояс
Железнодорожный разъезд 1506 км, как и вся Оренбургская область, находится в часовой зоне МСК+2. Смещение применяемого времени относительно UTC составляет +5:00.

## Население
| 2010 |
| ---- |
| 46   |

## Улицы
В населённом пункте имеются две улицы: Железнодорожная и Комсомольского лесничества.

## Инфраструктура
Путевое хозяйство.

## Транспорт
Остановка общественного транспорта «Платформа 1506-й километр».